# Julus laeticollis
Julus laeticollis är en mångfotingart som beskrevs av Carl Oscar von Porat 1889. Julus laeticollis ingår i släktet Julus och familjen kejsardubbelfotingar. Inga underarter finns listade i Catalogue of Life.